# Сен-Себастьян-сюр-Луар (кантон)
Сен-Себастьян-сюр-Луар (фр. Saint-Sébastien-sur-Loire) — кантон во Франции, находится в регионе Пеи-де-ла-Луар, департамент Атлантическая Луара. Входит в состав округа Нант.

## История
Кантон образован в результате реформы 2015 года. В его состав вошли две коммуны упраздненного кантона Верту-Виньобль и одна коммуна упраздненного кантона Нант-10.

## Состав кантона с 22 марта 2015 года
В состав кантона входят коммуны (население по данным Национального института статистики за 2019 г.):
- Бас-Гулен (9 136 чел.)
- От-Гулен (5 893 чел.)
- Сен-Себастьян-сюр-Луар (27 493 чел.)

## Политика
На президентских выборах 2022 г. жители кантона отдали в 1-м туре Эмманюэлю Макрону 36,1 % голосов против 22,3 % у Жана-Люка Меланшона и 12,9 % у Марин Ле Пен; во 2-м туре в кантоне победил Макрон, получивший 77,0 % голосов. (2017 год. 1 тур: Эмманюэль Макрон – 33,8 %, Жан-Люк Меланшон – 20,8 %, Франсуа Фийон – 20,1 %, Марин Ле Пен – 9,5 %; 2 тур: Макрон – 84,3 %. 2012 год. 1 тур: Франсуа Олланд — 35,3 %, Николя Саркози — 25,9 %, Франсуа Байру — 13,0 %; 2 тур: Олланд — 57,8 %).
С 2021 года кантон в Совете департамента Атлантическая Луара представляют вице-мэр коммуны От-Гулен Жюли Воло (Julie Voleau) (Разные правые) и мэр города Сен-Себастьян-сюр-Луар Лоран Тюркуа (Laurent Turquois) (Союз демократов и независимых). 
|                | Кандидаты               | Партия                 | Первый тур | Первый тур     | Второй тур | Второй тур |
| Кол-во голосов | Кандидаты               | Партия                 | % голосов  | Кол-во голосов | % голосов  |            |
| -------------- | ----------------------- | ---------------------- | ---------- | -------------- | ---------- | ---------- |
|                | Жюли Воло Лоран Тюркуа  | Правоцентристский блок | 6 163      | 59,20          | 6 567      | 58,49      |
|                | Кристель Дюга Клод Кано | Разные левые           | 4 248      | 40,80          | 4 661      | 41,51      |

|                | Кандидаты                   | Партия                  | Первый тур | Первый тур     | Второй тур | Второй тур |
| Кол-во голосов | Кандидаты                   | Партия                  | % голосов  | Кол-во голосов | % голосов  |            |
| -------------- | --------------------------- | ----------------------- | ---------- | -------------- | ---------- | ---------- |
|                | Лоран Тюркуа Марсель Шапо   | Правый блок             | 6 299      | 40,55          | 7 887      | 52,34      |
|                | Мишель Кайо Сильви Рудиль   | Социалистическая партия | 5 186      | 33,38          | 7 183      | 47,66      |
|                | Ирен Бодон Филипп Дави      | Национальный фронт      | 1 840      | 11,84          |            |            |
|                | Паскаль Дебор Клод Кано     | Европа Экология Зелёные | 1 682      | 10,83          |            |            |
|                | Стефан Гийу Мари-Клод Робен | Левый фронт             | 528        | 3,40           |            |            |